# Mérinchal
Mérinchal – miejscowość i gmina we Francji, w regionie Nowa Akwitania, w departamencie Creuse.
Według danych na rok 1990 gminę zamieszkiwało 907 osób, a gęstość zaludnienia wynosiła 20 osób/km² (wśród 747 gmin Limousin Mérinchal plasuje się na 143. miejscu pod względem liczby ludności, natomiast pod względem powierzchni na miejscu 48.).